# Снежна трилогија 3: Црна као ебановина
Снежна трилогија 3: Црна као ебановина (фин. Lumikki Anderson 3: Musta kuin eebenpuu) је роман финске књижевнице Сале Симуке (фин. Salla Simukka) објављен 2014. године. Српско издање је објавила издавачка кућа Вулкан из Београда 2016. године.

## О ауторки
Сала Симука је преводилац и аутор белетристике за тинејџере. Рођена је и одрасла у Тампереу, другом по величини граду у Финској. Са девет година је одлучила да жели да буде писац. Прву верзију своје прве објављене књиге је написала са осамнаест година. Писац је неколико романа и једне збирке кратке прозе за тинејџере и преводилац белетристике за одрасле, књиге за децу и позоришне комаде. Писац је рецензије књига за новине фин. Helsingin Sanomat и фин. Hämeen Sanomat и недељника фин. Suomen Kuvalehti. Радила је као уредник и сарадник уредника у часопису за младе фин. LUKUfiilis 2009—2013, као и један од сценариста за серију фин. Uusi Päivä од 2009. године. Јануара 2013. године је била добитница најстарије финске награде фин. Topelius у категорији „Најбољи фински роман за младе”. Децембра 2013. јој је додељена награда фин. Finland у категорији „Изузетно уметничко достигнуће и значајан напредак”.

## О књизи
Књига Снежна трилогија 3: Црна као ебановина прати живот седамнаестогодишње Лумики Андерсон која се враћа у Финску, у своју престижну уметничку школу. Добија главну улогу у школској представи, савременој адаптацији Снежане и суочава се са новим изазовом, младићем Сампсом који игра улогу ловца. Лумики почиње да добија непријатне љубавне поруке, чији садржај не може да игнорише. Када тајанствени прогонитељ најави остварење својих претњи на премијери представе, Лумики зна да мора да открије ко се крије иза маске и по сваку цену спречи најгоре. Књига је названа по непријатељу чије се срце упоређује са бојом ебановине.